# سنبل‌الطیبیان
سنبل‌الطیبیان (Valerianaceae) نام تیره‌ای از گیاهان در راسته خواجه‌باشی‌سانان یک یا چندساله علفی است با هشت سرده و ۴۰۰ گونه که در بسیاری از نقاط جهان به‌جز استرالیا می‌رویند؛ برگهای آنها مسطح دمبرگ‌دار با آرایش متقابل است و اغلب بوی بد و تند دارد و گلهای کوچکشان برگه‌دار یا برگک‌دار کاملاً یا کمی نامنظم و جداکاسه و جداجام هستند.